# Ptychadena oxyrhynchus
Ptychadena oxyrhynchus és una espècie de granota que viu a Àfrica.